# William Kerr (5e marquis de Lothian)
William John Kerr, 5e marquis de Lothian (13 mars 1737 – 4 janvier 1815) est un militaire britannique et un pair, titré Lord Newbottle jusqu'en 1767 et comte d'Ancram de 1767 à 1775.

## Biographie

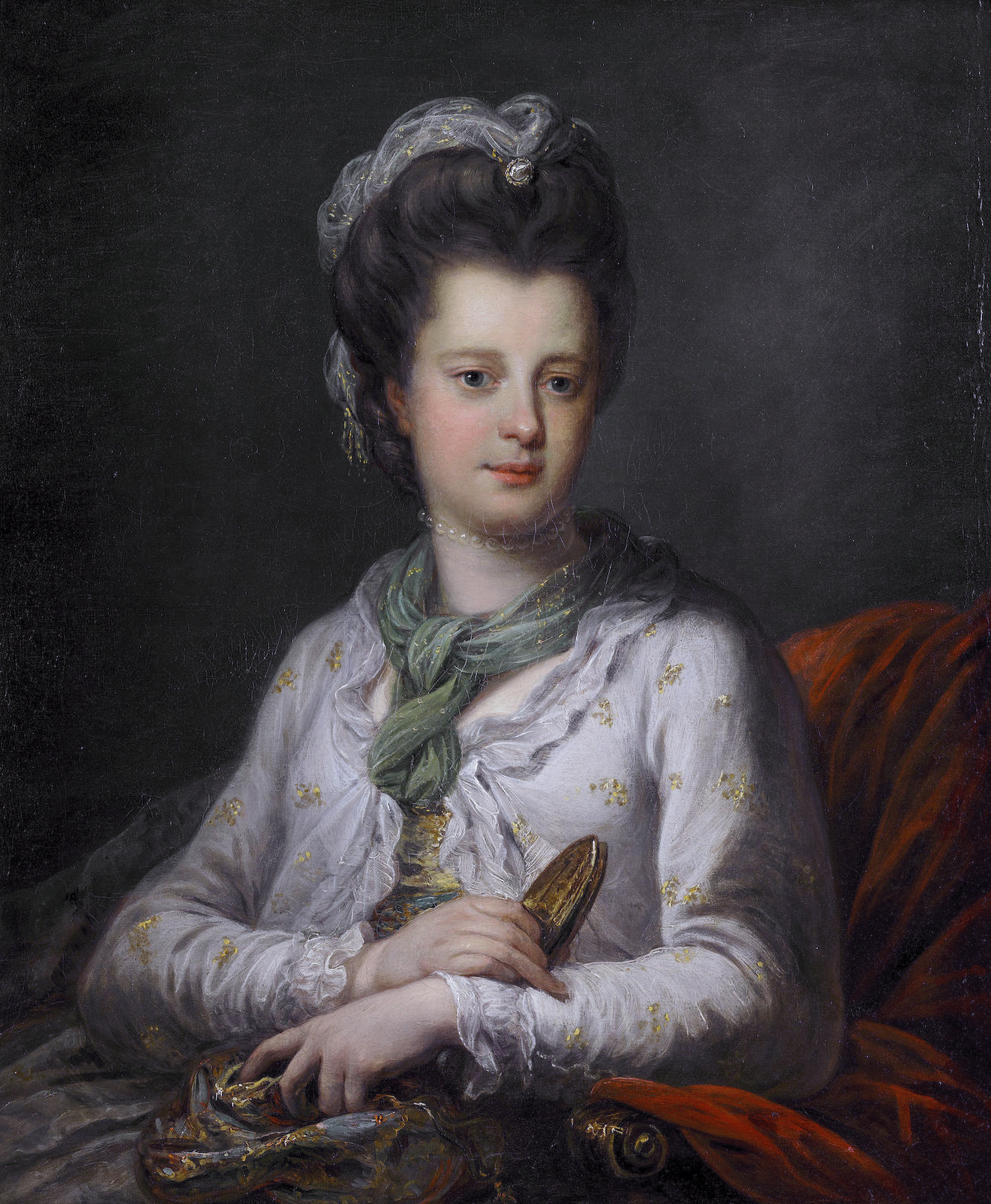
Elizabeth Kerr, née Fortescue, peinte par Angelica Kauffmann, Clark Art Institute

William Kerr est le fils de William Kerr (4e marquis de Lothian) et lui succède en 1775.
Il épouse Elizabeth Fortescue (en), fille de Chichester Fortescue de Dromisken, Co. Louth et Elizabeth (née Wesley), le 15 juillet 1762. Ils ont neuf enfants:
- William Kerr (6e marquis de Lothian) (4 octobre 1763 – 27 avril 1824)
- Elizabeth Kerr (2 septembre 1765 – 13 août 1822), épouse de Jean Dormer, 10e baron Dormer, sans descendance
- Caroline Sidney Kerr (8 septembre 1766 – 24 janvier 1829)
- Mary Kerr (5 décembre 1767 – 6 février 1791), mariée au général Frederick St John (général)
- Louisa Kerr (30 novembre 1768 – 23 juin 1819), qui épouse Arthur Atherley, le 2 juin 1793
- Harriet Kerr (née le 12 octobre 1770; décédée jeune)
- Charles Beauchamp Kerr (19 juillet 1775 – 2 mars 1816), épouse Elizabeth Crump (d. 1830)
- Mark Robert Kerr (en) (12 novembre 1776 – 9 septembre 1840), marié à Charlotte Macdonnell, suo jure Comtesse de Antrim
- Robert Kerr (14 septembre 1780 – 23 juin 1843), marié à Marie Gilbert (d. 1861)